# Domiechowice (Bełchatów)
Domiechowice – północna część miasta Bełchatów w Polsce, w województwie łódzkim, w powiecie bełchatowskim. Rozpościera się w okolicy ulicy Grabowej i jej przecznic.
Dawniej Domiechowice stanowiły wschodnią część wsi Domiechowice w sołectwie Dobrzelów w gminie Bełchatów. Część Domiechowice (osiedle Wille Domiechowskie) do Bełchatowa włączono już 4 października 1954. Kolejną część Domiechowic (361 ha) do Bełchatowa włączono 1 lutego 1977.